# パナシナイコスタジアム
パナシナイコスタジアム（英語: Panathinaiko Stadium、ギリシア語: Παναθηναϊκό Στάδιο）は、ギリシャのアテネにある競技場。第1回近代オリンピックの会場として知られる。19世紀に古代の競技場跡地に建てられた。古代オリンピックにならい、トラック（1周330m）の直線が極端に長く、コーナーはヘアピンカーブ。総大理石造りのスタンドは4～5万人収容。
パンアテナイ競技場、パンアテナイコン・スタディオンなどとも表記される。

## 概要
紀元前6世紀からパナテナイア祭の競技場として使われていた空間に、紀元前4世紀アテナイの富豪リュクルゴスが座席などを建設した。ローマ帝国期の144年頃、アテナイの富豪ヘロデス・アッティコスが総大理石に改築した。同時代のパウサニアスによれば、この改築工事はペンテリコン山の石切り場が枯渇するほど大規模だったという。古代以後は、大理石の大半が持ち去られ廃墟となった。
1869年、建築家エルンスト・ツィラーが競技場跡地を発掘調査し修復した。1870年と1875年には、ザッパスオリンピックの会場に使われた。

第1回近代オリンピック開会式（1896年）

1895年、翌1896年の第1回近代オリンピックのため、ギリシャ王室の支援のもと、富豪イェオルギオス・アヴェロフや建築家アタナシオス・メタクサスが総大理石に再改築した。第1回大会では、開会式や男子マラソンのゴール地点に使われた。
2004年の第28回大会では、男女マラソンのゴール地点やアーチェリーの会場に使われた。競技場に隣接するエスニコス・スポーツクラブは、ウォームアップで使用され、道具を保管する場所や選手用のラウンジなど、数多くの設備を備える。
その他、1997年世界陸上競技選手権大会の開会式や、2004年のUEFA欧州選手権ギリシャ優勝報告会、コンサートなどに使われている。